# Dendrochilum johannis-winkleri
Dendrochilum johannis-winkleri är en orkidéart som beskrevs av Johannes Jacobus Smith. Dendrochilum johannis-winkleri ingår i släktet Dendrochilum och familjen orkidéer. Inga underarter finns listade i Catalogue of Life.